# 戸田忠昌
戸田 忠昌（とだ ただまさ）は、江戸時代前期の大名。江戸幕府奏者番兼寺社奉行、京都所司代、老中。三河田原藩3代藩主、肥後富岡藩主、武蔵岩槻藩主、下総佐倉藩初代藩主。
『土芥寇讎記』における人物評価、特に「謳歌評説」では大久保忠朝、阿部正武らと共に「善人の良将」と評された。

## 生涯
寛永9年（1632年）、旗本・戸田忠継の子として誕生。母は伴忠好の娘。家系は戸田氏の一門・田原戸田家の嫡流である。
寛永16年（1639年）9月、子供の無い伯父の三河田原藩主・戸田忠能の養子となった（実父の跡は弟の忠時が継いだ）。正保4年（1647年）8月21日、忠能の死により家督を継いだ。万治元年（1658年）閏12月27日、従五位下伊賀守に叙任して翌万治2年（1659年）、はじめて城地に赴いた。
寛文4年（1664年）5月、肥後富岡藩（天草藩）に転封となり1万石を加増、富岡城に赴任したが、寛文10年（1670年）、城の必要性を疑問視し、領民の負担を軽減するため三の丸を陣屋として残して本丸・二の丸を破却した。寛文11年（1671年）には奏者番となり、寺社奉行を兼ねた。同年に転封を命ぜられ、相模、下総、武蔵、常陸に領地を移された。延宝4年（1676年）、京都所司代に補任し、従四位下侍従に進み、越前守に改めた。
さらに1万石の加増を受け、領地を畿内に移される。天和元年（1681年）7月、河内にて1万石の加増があった。同年11月15日、老中に列し、武蔵岩槻藩主に転封された。岩槻藩主時代は領内笹山村（蓮田市笹山）に溜井落し堀を造り、忠昌の受領名・山城守からとって「山城堀」と呼ばれるようになったという。天和3年（1683年）正月、下総佐倉藩に転じて1万石の加増を受けた。
貞享元年（1684年）8月28日、江戸城中にて大老堀田正俊が若年寄の稲葉正休に殺害された。この時、「石見（稲葉の官名）乱心」の声を聞いた老中たちが駆けつけ、大久保忠朝、阿部正武、次いで忠昌が正休を斬った。元禄7年（1694年）、河内志紀、若江、丹北3郡のうちにて1万石の加増を受けて7万1000石を領した。清廉潔白にして才智仁愛に富んでいたという。
元禄12年（1699年）9月10日、老中在職のうちに没した。享年68。江戸牛込松源寺に葬られ、以後同寺をもって田原戸田家の菩提寺としたという。
正室は秋元富朝の娘で、長男の秋元喬知は富朝の養子となり甲斐谷村藩を継承した。戸田家の家督は次男の忠真が継いだ。後に兄弟は相次いで老中に就任した。なお、のちに忠真の子孫からも秋元喬求、秋元興朝が秋元家の養子に入っている。
赤穂事件に関与した高田郡兵衛は元々小笠原長重の家臣であったが、その後浪人し、忠昌の口利きで播磨赤穂藩主浅野長矩に仕えたという。

## 『名将言行録』にある逸話
『名将言行録』には次のような記録がある。

### 若年期の逸話
忠昌は若年の折は豪放にして、節度正しくないことも多かった。寵愛の妾より事起こり、老臣の彦坂与次右衛門の諫言により、妾を追放しないことにはこの場を退出しないと2日間、昼夜座り続けたまま眠らなかった。忠昌は大いに感悟し、妾を追放した。以後、万事行い正しく、ついに幕府老中として重きをなす名臣となったという。
ある年、江戸に大火があり、紀州藩主徳川頼宣が江戸城の将軍を気遣い登城しようとした。当時17歳であった忠昌は、江戸城の勤番として城内に詰めていたが、門を通さず、非常の固めであればお通しし難く、老中にかけあっていただきたいと応じた。頼宣は早速、酒井忠清と対面したが、城内に別条なければ御登城に及ばずと伝え、頼宣はその場を退いたという。忠清はこの折の忠昌の対応を感じ入ったといい、その模様が次のように記録されている。「若年にて警固の心得丈夫なるを称して、背中をほとほと打ければ、著込みを著用して居たり。忠清手を拍て、益々感じ、格別の器量驚入りぬとて帰りけり」とある。忠清はこのことを同僚に述べ、賛辞を止めなかった。それ以前、忠清は忠昌と特段親しいわけではなかったが、この形容に感じて、常に賞賛した。天草藩主に欠員が出た際は、幕閣の間にて天草に置くべき人は忠昌を越える者なしと決せられ、忠昌は天草藩主に転ずることになったという。

### 酒井忠真家臣の相続問題への助言
忠昌が老年の折、孫婿に酒井忠真がいた。忠真が幼年のため、親族の松平信興（原文では誤って「信奥」となっている）が後見し、藩の重要事項は忠昌が携わった。貞享の頃のある時、酒井家に1000石を領す家臣がいたが、その嫡男は不出来で家督とするには心もとなく、廃嫡してもその他に息子もいなかった。親族のうちに優秀なる甥がいたので養子としたいと思ったが、その家臣は特段養子縁組の手続きもなすことなく、急に亡くなったという。酒井家ではその者の相続をいかにしようかと考えあぐねて、故人の嫡男とその甥に500石ずつ分知してはどうかとはかり、後見の松平信興に相談した。信興もまた、その嫡男が不出来であれば皆が申す通り、その案はもっともであるが、重い決定であれば忠昌に相談した方が良いと言った。
これにより酒井家では、この件を忠昌に相談した。忠昌は、酒井家代々の作法もあるだろうから何事も申しがたい、幕府のことであれば何事でも申し述べようが、と応じた。酒井家の者は重ねて、かつてこのようなことで知行を減じたことはないが、嫡男と甥で分けてはどうかと相談したくまかり越した次第であると伝えたものの、忠昌は小身の者でも家督のことは重大なことであれば善悪とも申し難いと述べた。酒井家の者はこれを信興に伝えると、忠昌がそのように申すのは意味があってのことだろうからと、信興も同席の上で仔細を尋ねてみることになった。信興と酒井家の家臣は再び忠昌のもとを訪れて、この件を持ち出したところ、重ねて尋ねられることではあるので、と忠昌も以下のような見解を述べた。
故人は藩主の忠真が幼い頃から仕えた大功の老臣であるが、故人の嫡子は不出来であり、甥であれば藩のお役に立つとのことで、それぞれ500石ずつ与えるというのはもっともとは言い難い。父の知行をすべて子に与えてこそ、その功労に報いることにはならないだろうか。故人が甥に継がせたいというのは、まことにもって忠臣というべきではある。しかし、生前に子を廃嫡して甥の相続を届け出ているのであれば故人の意思を尊重するのに何の躊躇もないが、そうした手続きもなくすべては死後のことであれば、実子に俸禄のすべてを相続させて、その甥には小知でも与えたらどうか。
これを聞いた者は皆感心し、その通りの沙汰を下したという。

## 系譜
父母
- 戸田忠継（実父）
- 伴忠好の娘（実母）
- 戸田忠能（養父）

正室
- 秋元富朝の長女

子女
- 秋元喬知（長男） 生母は正室
- 戸田忠真（次男） 生母は正室
- 戸田忠章（五男） 生母は正室
- 戸田忠恒

養女
- 松平忠雄正室 - 戸田忠章の娘